# Big Ben
Big Ben er det man kalder den største klokke i Westminster Palace i London. Navnet benyttes ofte fejlagtigt om hele klokketårnet, der ligger i den nordøstlige ende af bygningen og hed St. Stephen's Tower, før det blev omdøbt til Elizabeth Tower i 2012. Klokketårnet er mere end 96 meter højt, med 334 trin op til uret og 399 trin, hvis man vil helt til tops.
BBCs første radiotransmittering af klokkeslagene skete 31. december 1923. Slagene symboliserer Englands frihed.

## Historie
Siden slutningen af 1200-tallet havde der stået et klokketårn på stedet, men det blev revet ned i 1600. Da Westminster-paladset brændte ned i 1834, besluttede parlamentsmedlemmerne, at en bygning skulle genrejses med et stort ur. Klokken blev støbt i Stockton on Tees, men det var nødvendigt at genstøbe den i Whitechapels klokkestøberi, før den var færdig i 1859. I dag er den Englands tredjetungeste klokke efter Great Paul i Skt. Pauls-katedralen og Great George i Liverpool-katedralen. Big Bens slag lød over London første gang 31. maj 1859; men kun fire måneder senere revnede den og blev taget ud af tjeneste i tre år, indtil en lettere hammer kunne tilpasses. Klokken blev samtidig drejet lidt, så en uskadet side vendte mod hammeren. Klokken med revnen i benyttes til denne dag. I øvrigt er revnen skyld i klokkens uperfekte E. 

## Navnets oprindelse
Der er to teorier om, hvem Big Ben fik navn efter:
- Uret kan være opkaldt efter Sir Benjamin Hall, kendt under kælenavnet "Big Ben", og ansvarshavende for offentlige arbejder. [3]
- Det kan være opkaldt efter bokseren Benjamin Caunt, også han kendt som "Big Ben", hvorefter betegnelsen var smittet over på alt, der blev regnet som tungest i sin klasse. [1]

## Fakta om Big Ben
- Urskiverne er 7 meter i diameter.
- Timeviserne er 2,8 meter lange.
- Minutviserne er 4,3 meter lange og vejer omkring 100 kg.
- Tallene er omkring 60 cm høje.
- Klokken vejer 13,3 tons.
- Et lys over hver urskive tændes, når parlamentet samles.
- Tidsmålingen er strengt reguleret af en stabel mønter, der ligger på den enorme pendul.
- Big Ben har sjældent standset. Selv efter at en bombe ødelagte Underhuset under anden verdenskrig, blev klokketårnet stående, og Big Ben fortsatte med at slå timeslagene.
- I juni 2012 bekendtgjorde Underhuset, at klokketårnet, Clock Tower of Westminster Palace, officielt havde skiftet navn til Elizabeth Tower efter dronning Elizabeth i forbindelse med hendes diamantjubilæum. [4]
- I 1934, 1956 og 1990 har uret holdt stille på grund af reparationer. Og i 1949 var det en stæreflok, der satte sig på minutviseren, så den tabte fem minutter. [5]
- Tung sne i december 1962 bevirkede, at 1963 blev ringet ind med ti minutters forsinkelse, og metaltræthed standsede mekanismen 30. april 1997 – dagen før valget. En gang standsede urværket også, efter at en skoledreng stak en blyant ind i mekanismen. [2]
- Ordene under urskiverne er DOMINE SALVAM FAC REGINAM NOSTRAM VICTORIAM PRIMAM, som betyder "Herre, sørg for vor dronning Victoria 1.s tryghed." [1]

## Big Ben under krigen
Under krigen blev BBC News sendt til lande i det tyskbesatte Europa. Nyhedsprogrammerne åbnede med Big Bens direktesendte klokkeslag. Tyske fysikere fandt ud af, at de kunne afsløre vejrforholdene i London ud fra bittesmå ændringer i tonen på de radiooverførte klokkeslag. Dette var til uvurderlig hjælp for Luftwaffe; og da britisk efterretningstjeneste opdagede det, blev de direktesendte klokketoner erstattet med en båndet gengivelse.